# Setro
Setro is een bestuurslaag in het regentschap Gresik van de provincie Oost-Java, Indonesië. Setro telt 5488 inwoners (volkstelling 2010).